# Musculus helicis major

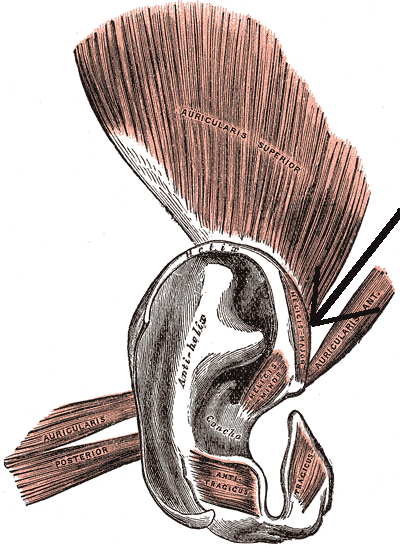
A fülkagyló (a nyíl mutatja az apró izmot)

A musculus helicis major egy apró izom a fülkagylón (concha auricularis).

## Eredés, tapadás, elhelyezkedés
A spina helicis-ről ered és a fülkagyló külső részén tapad, ott, ahol kezd lefelé kanyarodni.

## Funkció
A fülkagyló apró mozgatása.

## Beidegzés, vérellátás
A nervus facialis ramus temporalis nervi facialis nevű ága idegzi be. A fülizmokat az arteria occipitalis ramus auricularis arteriae occipitalis nevű ága, az arteria auricularis posterior és ennek egy apró ága, az ramus auricularis arteriae auricularis posterioris, valamint az arteria temporalis superficialis ramus auriculares anteriores arteriae temporalis superficialis nevű ága látja el vérrel.